# Jurij Kuznecov
Jurij Konstantinovič Kuznecov (in russo Юрий Константинович Кузнецов?; Baku, 2 agosto 1931 – 4 marzo 2016) è stato un calciatore sovietico (cittadino azero dal 1991), di ruolo attaccante.

## Statistiche

### Cronologia presenze e reti in Nazionale
| Cronologia completa delle presenze e delle reti in nazionale ― Unione Sovietica | Cronologia completa delle presenze e delle reti in nazionale ― Unione Sovietica | Cronologia completa delle presenze e delle reti in nazionale ― Unione Sovietica | Cronologia completa delle presenze e delle reti in nazionale ― Unione Sovietica | Cronologia completa delle presenze e delle reti in nazionale ― Unione Sovietica | Cronologia completa delle presenze e delle reti in nazionale ― Unione Sovietica | Cronologia completa delle presenze e delle reti in nazionale ― Unione Sovietica | Cronologia completa delle presenze e delle reti in nazionale ― Unione Sovietica |
| Data                                                                            | Città                                                                           | In casa                                                                         | Risultato                                                                       | Ospiti                                                                          | Competizione                                                                    | Reti                                                                            | Note                                                                            |
| ------------------------------------------------------------------------------- | ------------------------------------------------------------------------------- | ------------------------------------------------------------------------------- | ------------------------------------------------------------------------------- | ------------------------------------------------------------------------------- | ------------------------------------------------------------------------------- | ------------------------------------------------------------------------------- | ------------------------------------------------------------------------------- |
| 21/08/1955                                                                      | Mosca                                                                           | Unione Sovietica                                                                | 3 – 2                                                                           | Germania Ovest                                                                  | Amichevole                                                                      | -                                                                               | 70’                                                                             |
| 16/09/1955                                                                      | Mosca                                                                           | Unione Sovietica                                                                | 11 – 1                                                                          | India                                                                           | Amichevole                                                                      | 2                                                                               |                                                                                 |
| 25/09/1955                                                                      | Budapest                                                                        | Ungheria                                                                        | 1 – 1                                                                           | Unione Sovietica                                                                | Amichevole                                                                      | 1                                                                               | 57’                                                                             |
| Totale                                                                          |                                                                                 | Presenze                                                                        | 3                                                                               |                                                                                 | Reti                                                                            | 3                                                                               |                                                                                 |